# Les Villards-sur-Thônes
Les Villards-sur-Thônes és un municipi francès situat al departament de l'Alta Savoia i a la regió d'Alvèrnia-Roine-Alps. L'any 2007 tenia 981 habitants.

## Demografia

### Població
El 2007 la població de fet de Les Villards-sur-Thônes era de 981 persones. Hi havia 376 famílies de les quals 100 eren unipersonals (64 homes vivint sols i 36 dones vivint soles), 92 parelles sense fills, 160 parelles amb fills i 24 famílies monoparentals amb fills.
La població ha evolucionat segons el següent gràfic:
Habitants censats

### Habitatges
El 2007 hi havia 696 habitatges, 384 eren l'habitatge principal de la família, 248 eren segones residències i 64 estaven desocupats. 454 eren cases i 234 eren apartaments. Dels 384 habitatges principals, 266 estaven ocupats pels seus propietaris, 103 estaven llogats i ocupats pels llogaters i 15 estaven cedits a títol gratuït; 12 tenien una cambra, 57 en tenien dues, 61 en tenien tres, 92 en tenien quatre i 161 en tenien cinc o més. 334 habitatges disposaven pel capbaix d'una plaça de pàrquing. A 158 habitatges hi havia un automòbil i a 205 n'hi havia dos o més.

### Piràmide de població
La piràmide de població per edats i sexe el 2009 era:
| Homes | Edats   | Dones |
| ----- | ------- | ----- |
| 0     | 95 o +  | 8     |
| 0     | 90 a 94 | 4     |
| 12    | 85 a 89 | 4     |
| 4     | 80 a 84 | 4     |
| 4     | 75 a 79 | 16    |
| 20    | 70 a 74 | 20    |
| 4     | 65 a 69 | 12    |
| 24    | 60 a 64 | 16    |
| 24    | 55 a 59 | 8     |
| 24    | 50 a 54 | 40    |
| 40    | 45 a 49 | 36    |
| 20    | 40 a 44 | 32    |
| 40    | 35 a 39 | 44    |
| 36    | 30 a 34 | 24    |
| 24    | 25 a 29 | 20    |
| 32    | 20 a 24 | 16    |
| 52    | 15 a 19 | 48    |
| 32    | 10 a 14 | 20    |
| 36    | 5 a 9   | 32    |
| 16    | 0 a 4   | 24    |

## Economia
El 2007 la població en edat de treballar era de 640 persones, 525 eren actives i 115 eren inactives. De les 525 persones actives 496 estaven ocupades (283 homes i 213 dones) i 29 estaven aturades (10 homes i 19 dones). De les 115 persones inactives 27 estaven jubilades, 45 estaven estudiant i 43 estaven classificades com a «altres inactius».

### Ingressos
El 2009 a Les Villards-sur-Thônes hi havia 402 unitats fiscals que integraven 1.008 persones, la mediana anual d'ingressos fiscals per persona era de 19.106 €.

### Activitats econòmiques
Dels 62 establiments que hi havia el 2007, 1 era d'una empresa alimentària, 4 d'empreses de fabricació d'altres productes industrials, 21 d'empreses de construcció, 6 d'empreses de comerç i reparació d'automòbils, 3 d'empreses d'hostatgeria i restauració, 1 d'una empresa d'informació i comunicació, 3 d'empreses financeres, 3 d'empreses immobiliàries, 12 d'empreses de serveis, 6 d'entitats de l'administració pública i 2 d'empreses classificades com a «altres activitats de serveis».
Dels 17 establiments de servei als particulars que hi havia el 2009, 1 era un paleta, 2 guixaires pintors, 6 fusteries, 5 lampisteries, 2 electricistes i 1 perruqueria.
Dels 3 establiments comercials que hi havia el 2009, 1 era un hipermercat, 1 una sabateria i 1 una botiga d'electrodomèstics.
L'any 2000 a Les Villards-sur-Thônes hi havia 20 explotacions agrícoles.

## Equipaments sanitaris i escolars
El 2009 hi havia 1 escola maternal i 2 escoles elementals.

## Poblacions més properes
El següent diagrama mostra les poblacions més properes.